# Helene Cooper

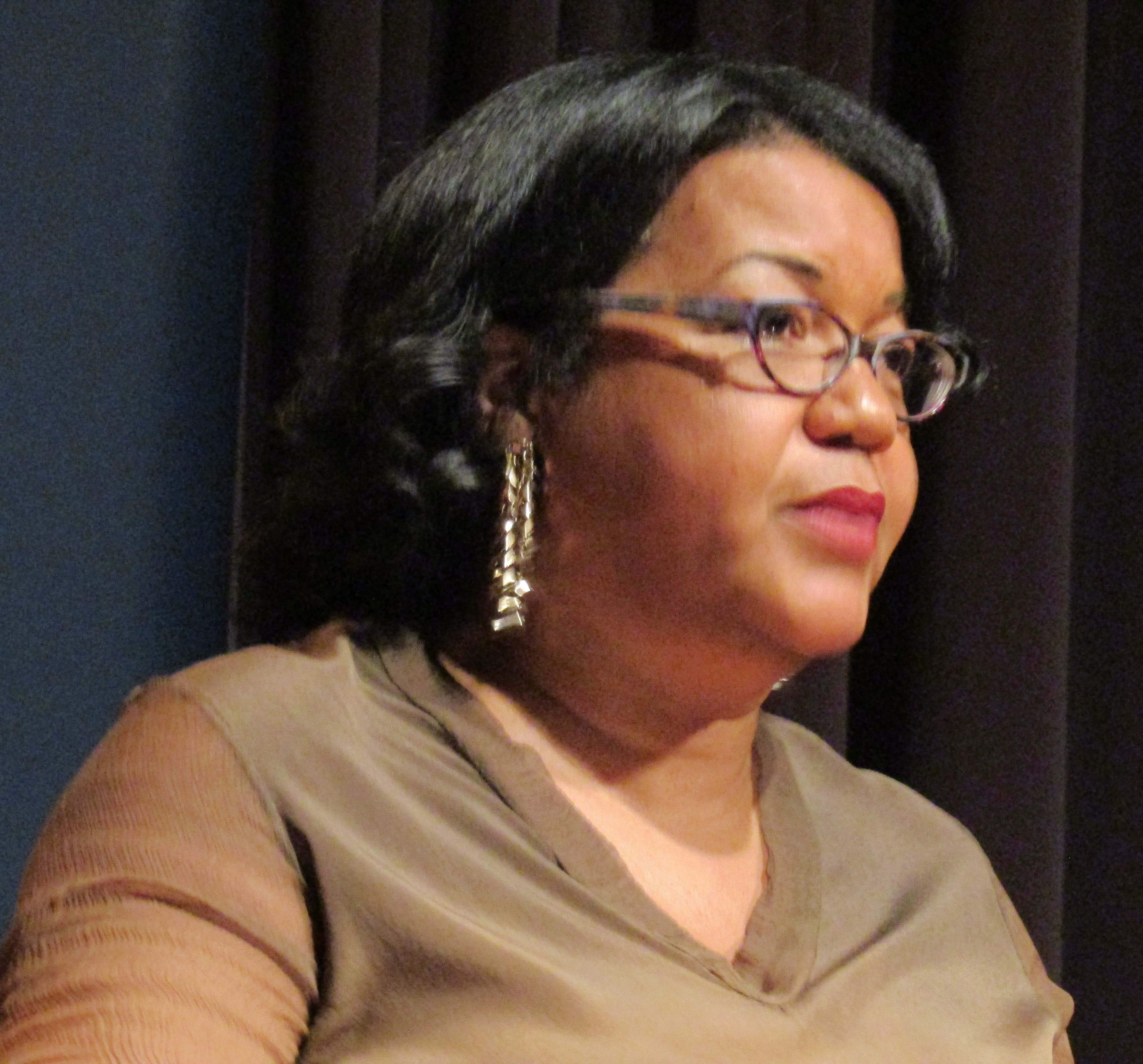
Helene Cooper

Helene Cooper (* 22. April 1966 in Monrovia) ist eine in den USA lebende Journalistin und Buchautorin.

## Leben
Helene Cooper wurde 1966 in Monrovia als Kind einer vermögenden amerikoliberianischen Familie geboren, ihre Eltern betrieben eine Pension am Stadtrand von Monrovia. Sie gehört der Methodistischen Kirche an. Die Familiengeschichte belegt eine direkte Abstammung von Elijah Johnson und Randolph Cooper.
Mit dem Militärputsch des Samuel K. Doe verließ die Familie Liberia und floh in die USA, wo Helene Cooper ihre Schulausbildung vollendete und ein Journalismus-Studium an der University of North Carolina absolvierte (Bachelor-Abschluss). Seit 1987 arbeitete sie als Reporterin.
Mit besten Abschlüssen erhielt sie  eine Anstellung beim Wall Street Journal, sie arbeitete 1992 bis 1997 in den Büros von Washington, D.C. und Atlanta mit den Schwerpunkten Handel und Wirtschaft, Politik, Außenpolitik.
Im Jahr 1997 erhielt sie die Staatsbürgerschaft der Vereinigten Staaten.
Von 1997 bis 1999 war sie im Londoner Büro zuständig für Berichte zur European Monetary Union, es folgten weitere Jahre als Hauptstadt-Büroleiterin „Internationale Wirtschaft“.
Im Januar 2002 wurde in der pakistanischen Stadt Karatschi ihr Kollege und enger Freund Daniel Pearl entführt und aus politischen Motiven brutal ermordet. Dieses traumatische Ereignis verarbeitete sie –  gemeinsam mit Pearls Ehefrau –  in einem Buch. Beruflich wechselte Helene Cooper 2004 zur Redaktion der New York Times.
Sie ist mit dem politischen Magazin Washington Week in Review auch im Fernsehen vertreten.
Gegenwärtig (2011) ist Helene Cooper die „White House“-Korrespondentin der New York Times und berichtet täglich über die Ereignisse in der amerikanischen Hauptstadt.

## Werke
- Im Jahr 2008 veröffentlichte Helene Cooper ihre Autobiographie The House at Sugar Beach: In Search of a Lost African Childhood. Sie schildert darin ihre Kindheit und Jugend in Liberia, die Flucht im Frühjahr 1980 sowie die ersten Jahre in den USA. Das Buch wurde begeistert aufgenommen.
- Im Gedenken an ihren Kollegen Daniel Pearl vom Wall Street Journal, der 2002 in Karatschi ermordet wurde, schrieb sie dessen Biographie At home in the world: collected writings from the Wall Street Journal.

## Ehrungen
- 2000 Raymond Clapper Award for Washington Reporting
- 2001 National Press Club’s Sandy Hume Award